# هورتون صدایی می‌شنود (فیلم)
هورتون صدایی می‌شنود! (انگلیسی: !Horton Hears a Who) که همچنین با عنوان دکتر سوس هورتون صدایی می‌شنود! (انگلیسی: !Dr. Seuss Horton Hears a Who) یا به اختصار هورتون (انگلیسی: Horton) شناخته می‌شود، یک پویانمایی رایانه‌ای سه‌بعدی آمریکایی در سبک کمدی ماجراجویی به کارگردانی جیمی هیوارد و استیو مارتینو و بر اساس کتابی به همین نام اثر سوس گایزل است. هورتون صدایی می‌شنود! توسط بلو اسکای استودیو ساخته شده و فاکس قرن بیستم آن را در ۱۴ مارس ۲۰۰۸ منتشر کرد. جیم کری، استیو کرل، کارول برنت، ویل آرنت، ست روگن، دن فوگلر، آیلا فیشر، جونا هیل و ایمی پولر صداپیشگان فیلم هستند و جان پاول ساخت موسیقی فیلم را برعهده دارد. این فیلم دومین اقتباس از کتاب، پس از فیلم تلویزیونی محصول ۱۹۷۰ است.
هورتون صدایی می‌شنود! در ۱۴ مارس ۲۰۰۸ در سینماها اکران شد و نقدهای مثبتی از سوی منتقدان دریافت کرد. فیلم در برابر بودجه ۸۰ میلیون دلاری ۲۹۷ میلیون دلار فروش رفت و نامزد دریافت چهار جایزه آنی از جمله نویسندگی در تولید یک فیلم بلند شد. هورتون صدایی می‌شنود! سومین اقتباس از کتاب‌های دکتر سوس پس از فیلم تلویزیونی محصول سال ۱۹۷۰ و فیلم سینمایی چگونه گرینچ کریسمس را دزدید (۲۰۰۰) است.

## داستان
روی یک گرده موجودات زیادی زندگی می‌کنند؛ ولی چون کوچک هستند، کسی نمی‌داند و اهمیت نمی‌دهد تا اینکه روزی فیلی مهربان به نام هورتون صدای آنها را می‌شنود و تصمیم می‌گیرد که این گرده را در جای امنی مستقر کند. در ابتدا حیوانات هورتون را دیوانه فرض می‌کنند اما زمانی که سرسختی و مقاومت او را می‌بینند در این راه به او کمک می‌کنند.

## صداپیشگان
- جیم کری در نقش هورتون
- استیو کارل در نقش شهردار ند مک‌داد
- کارول برنت در نقش کانگورو
- ست روگن در نقش مورتون
- جسی مک‌کارتنی جوجو مک‌داد
- ویل آرنت در نقش ولد ولدیکوف
- دن فوگلر در نقش رئیس و ویکرشم
- جونا هیل در نقش تامی
- آیلا فیشر در نقش مری
- ایمی پولر در نقش سالی مک‌داد
- سلنا گومز در نقش هلگا مک‌داد
- جیمی پرسلی در نقش خانم کویلیگان
- نیسی نش در نقش خانم یلپ
- جاش فلیتر در نقش رودی
- جویی کینگ در نقش کتی
- بیل فارمر در نقش بیلی

## بازخورد
هورتون صدایی می‌شنود! به‌طور کلی بازخوردهای مثبتی دریافت کرد. راتن تومیتوز با بررسی نظرات ۱۳۷ منتقد، اعلام کرد که ۸۰٪ آن‌ها نظر مثبت راجع به فیلم داشته‌اند و به صورت میانگین نمره ۷ از ۱۰ به آن داده‌اند. نظر اجماعی منتقدان در این تارنما این‌گونه درج شده‌است: «هورتون صدایی می‌شنود! هم غیرقابل پیش‌بینی و هم دلگرم کننده و اقتباسی وفادار به اصل منبع است.» متاکریتیک بر اساس نظرات ۳۱ منتقد به فیلم نمره ۷۱ از ۱۰۰ داده‌است که حاکی از «نظرات مطلوب» است. سینماسکور نیز اعلام کرد مخاطبان به فیلم نمره «–A» داده‌اند.